# Chasquido consonántico
Un chasquido consonántico o clic es un tipo de sonido consonántico usado en algunas lenguas, especialmente común en idiomas del Sur de África. Es particularmente frecuente en las lenguas joisanas y en lenguas aisladas como el sandawe o el hadza, y también aparece en unas pocas lenguas bantúes que históricamente han tenido un estrecho contacto con hablantes de lenguas joisán como el xhosa y el zulú.
Fuera de las lenguas africanas, estos sonidos de tipo clic también se usan ocasionalmente con intención expresiva paralingüística por los hablantes de otras lenguas (en español, existe la onomatopeya ¡Ttt!), pero sin formar parte del sistema fonológico propiamente dicho.
Los clics son consonantes obstruyentes articuladas con dos puntos de contacto distintos de la lengua, de forma que se crea una especie de ventosa que, al soltarse, produce el sonido.

## Tipos de clic
Hay muchos sonidos de tipo clic diferentes, pero casi todos entran en alguna de las siguientes cinco categorías, que tienen su propio símbolo AFI:
- Clics dentales, AFI: [ǀ]
- Clics laterales, AFI: [ǁ]
- Clics bilabiales, AFI: [ʘ]
- Clics alveolares, AFI: [ǃ]
- Clics palatales, AFI: [ǂ]
- clics retroflejos, AFI: [𝼊]